# نانکسار
نانکسار (به انگلیسی: Nanaksar) یک منطقهٔ مسکونی در پاکستان است که در ناحیه توبه تک سینگ واقع شده‌است.